# 雞眼
雞眼（英語：corn, clavus）是手足皮膚摩擦後生成的厚茧，為局部長期受到擠壓、摩擦，導致表皮增厚而形成的厚繭。通常見於足部，是足部局限性圓錐狀角质增生性損害。以患處表皮增生變厚角化，形狀像雞的眼睛，因而得名。
鸡眼通常有一個核心，被多層厚皮肤组织圍繞，其根部深嵌入肉裡、頂部起硬結，行走時受擠壓而疼痛。预防的方法是不穿過緊、窄、硬的鞋子。經常清潔手足外皮，減除生成的繭。
另一相似病狀蹠疣，是人类乳头瘤病毒（HPV）感染所致，形成與治療方式皆與雞眼不同。

## 名稱
因患處增生變厚角化，形似雞的眼睛，故名為雞眼，又叫雞眼瘡。隨著中醫在漢字文化圈內的傳播，各地亦延續此稱呼，如日本稱，韓國稱。
在外國語文中亦有類似的叫法。如德語 （雞眼）、 （鳥眼）等，中世紀時還有 （鵲眼）的說法。這裡的auge就是眼目的意思，和英語eye、西班牙語ojo是同源詞。
在現代英語中，雞眼對應的翻譯是corn，意為角，寓意角質化，詞源來自羅曼語。

## 病因
由於穿過緊或窄的鞋子，或足骨畸形，使和鞋子接触的部位長期摩擦或受壓，造成角質增生。女性穿高跟鞋时，脚掌前部和脚趾的受力大，容易患鸡眼。
另外有硬雞眼與軟雞眼的分別。足底骨頭凸出的部位若經常受到壓迫與摩擦，皮膚容易變厚角化而形成雞眼。尤其在小趾外緣處易形成硬雞眼。在足趾縫間的骨頭凸出處太常相互摩擦，也會形成軟雞眼，常發在第四五趾縫間。會有疼痛感，嚴重一點則會有灼熱感。

## 診斷

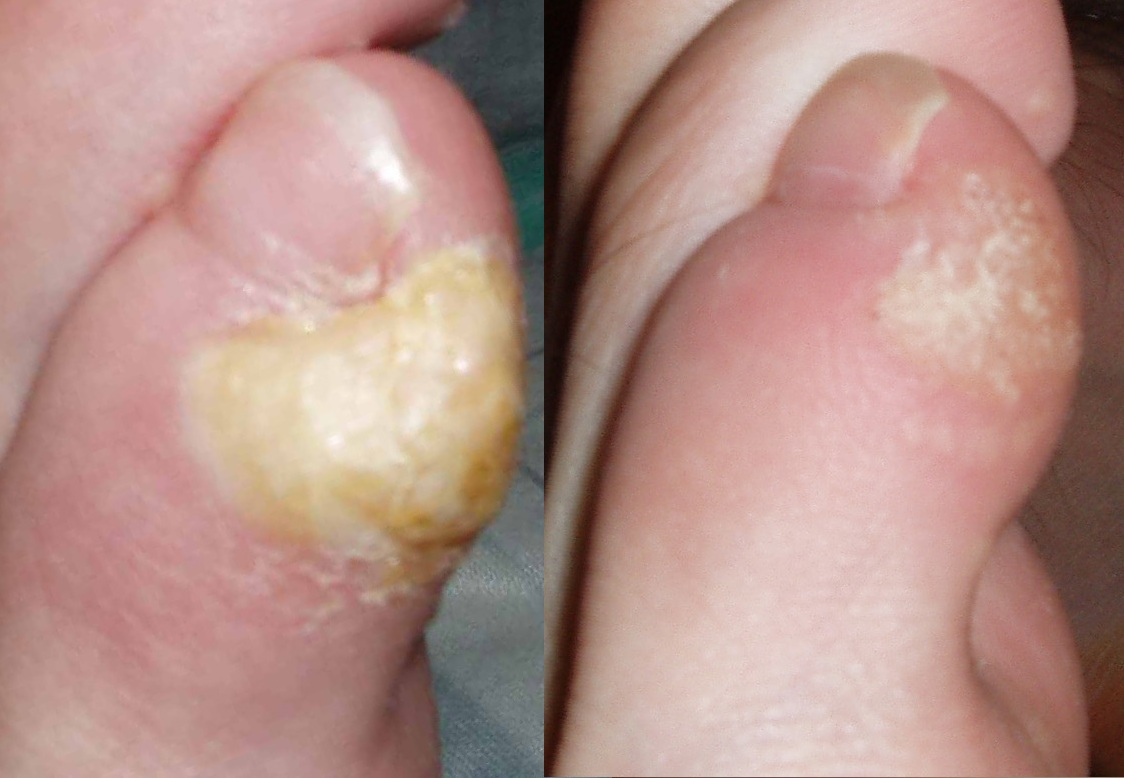

- 好發部位：皮損好發於足跖，尤其是足前中部、小趾外側、兩趾間突出處、拇趾脛側緣及易受摩擦的部位。數目通常為一個。
- 典型損害：為綠豆至蠶豆大小淡黃或深黃色、局限性圓型或橢圓型角質增生，呈圓錐狀、頂端呈楔狀嵌入真皮內，壓迫神經末梢，局部一旦受壓或受擠就會引起明顯的疼痛。外周有一圈透明的淡黃色環，呈雞眼狀。
- 站立或行走時有局部壓迫痛。

### 鑑別診斷
- 蹠疣（verruca plantaris）：是由人類乳突病毒（HPV）中的HPV-2、HPV-4或HPV-7型等感染所引起，發生於足底部的尋常疣，也能在病人身上越長越多個。表面疣狀，粗糙不平，成污灰色，皮紋消失，用小刀刮去表面部份後呈黑斑點狀或出血。跖疣捏痛明顯，雞眼壓痛明顯。如果是疣應儘早就醫治療，避免擴散。

蹠疣和雞眼成因不同，治療方式不同，不可混淆。
- 胼胝（callus tylosis）：好發於手足，界線不清的蠟黃色扁平狀角質增生，面積較廣，中央厚邊緣薄，質硬，皮紋明顯。

## 现代医学治療
- 先用熱水浸泡患處，削去硬皮後，雞眼膏外貼，換藥時削去已浸白部份，直到損害脫落。
- 用水楊酸苯酚軟膏(雞眼膏)外敷，1~2天換藥一次。
- 激光燒灼、液態氮冷凍治療、手術切除。

## 中醫治療
- 選用狗脊水洗劑或治瘊湯煎汁浸泡患處，每日2次，1次10~15分鐘，等表面角質柔軟後，分別選用水晶膏、烏梅膏、雞眼膏、肉刺散、千金散、雞眼散、紫玉簪膏、腳針膏等，並保護好周圍正常皮膚後，外蓋紗布。2~3日後去紗布，分離雞眼，剔除腐渣。
- 鴉膽子或鮮半夏搗爛後局部外敷，應注意保護周圍正常皮膚。
- 小刀修削硬皮後，敷貼千金散、雞眼散，以橡皮膏保護周圍皮膚。
- 毫針圍刺法：常規消毒後，在雞眼周圍上下左右各斜刺1針，針尖直達根底，留針20~30分鐘，捻轉行針2~3次，起針後擠壓少許血液外溢，外蓋消毒紗布，三日1次。
- 火針：常規消毒和局部麻醉後，火針燒紅，對準雞眼中心堅硬處快速刺入，針下有落空感或冒出白色分泌物後，立即拔針。
- 三棱針：常規消毒和局部麻醉後，用三棱針點刺雞眼中央，快刺快出，擠壓少許出血，外蓋消毒紗布，三日1次。
- 灸法：雞眼表面塗凡士林或麻油後，上置艾炷，灸4~5壯，雞眼枯焦，3~5日後剔除殘渣。

## 注意事項
- 不合腳的鞋子是產生雞眼最常見的原因。鞋子應鬆緊合宜，使腳趾有足夠的活動空間。也可使用雞眼墊[2]，以減少擠壓和摩擦。應避免穿高跟鞋，以避免惡化。

## 相關中醫文獻
- 《諸病源候論》：腳趾間生肉如刺，謂之肉刺。肉刺者，由著靴急小，趾相揩而生也。
- 《醫宗金鑑》：此證生在腳趾，形如雞眼，故俗名雞眼。根陷肉裡，頂起硬凸，疼痛步履不得。或因纏腳、或著窄鞋遠行，皆可生之。